# مارياكارلا بوسكونو
مارياكارلا بوسكونو (بالإيطالية: Mariacarla Boscono)‏ (مواليد 20 سبتمبر 1980) عارضة أزياء إيطالية. وغالبًا ما يشار إليها باعتبارها واحدة من أكثر عارضات الأزياء قابلية للتكيف في هذه الصناعة. أمضت معظم وقتها كفتاة صغيرة في السفر حول العالم، حيث انتقلت مع عائلتها بين إيطاليا والولايات المتحدة وكينيا، ثم هبطت في نهاية المطاف في مدينة نيويورك حيث اكتشفت في سن السابعة عشرة، ظهرت على عدة أغلفة مجالات عالمية فوغ وهاربر بازار ومجلة دبليو ومجلة ديزد ومجلة نوميرو.

## نشأتها
ولدت بوسكونو في روما ، إيطاليا. قضت معظم حياتها المبكرة في السفر بسبب عمل والدها. كان والداها يعيشان في تايلاند قبل ولادتها، لكن بعد أن أصبحت والدتها حاملاً، عادا إلى روما. أمضت بضع سنوات هناك حتى انتقلت إلى بروفيدنس ثم كي ويست. أمضت سنواتها الدراسية المبكرة في الولايات المتحدة، لكن والديها ظنوا أنه سيكون من الأفضل لبوسكونو أن تدرس في إيطاليا وأن تعيد الاتصال بتراثها الإيطالي. لكن هذا لم يدم طويلاً: في سن التاسعة، انتقلت بوسكونو وعائلتها إلى كينيا، حيث عاشوا في قرية بين ماليندي ومومباسا. وصفت بوسكونو سنواتها في كينيا بأنها "الأكثر روعة في حياتها"، تدربت أيضًا على الأداء المسرحي بمعهد مسرح لي ستراسبيرج في نيويورك.

## حياتها الشخصية
في أغسطس 2012 ، أعلنت ماريا كارلا ولادة ابنتها ماريالوكاس. مالاياكارلا هي أم عازبة.

## روابط خارجية
- مارياكارلا بوسكونو على موقع IMDb (الإنجليزية)
- مارياكارلا بوسكونو على موقع دليل عارضات الأزياء (الإنجليزية)

- مارياكارلا بوسكونو على إنستغرام